# Беднов, Василий Алексеевич
Василий Алексеевич Беднов (2 января 1874, Широкое — 1 апреля 1935, Варшава) — украинский историк православной церкви, краевед, общественный деятель.

## Биография
Родился 2 января 1874 года в селе Широкое Херсонской губернии. Выходец из семьи курских крестьян-переселенцев. В 1896 году окончил Одесскую духовную семинарию. В 1898—1902 годах учился в Киевской духовной академии. В 1902—1903 годах преподавал богословие и историю в Астраханской духовной семинарии. С 1903 года — помощник инспектора и преподаватель Екатеринославской духовной семинарии. С 1909 года — магистр богословия.
С 1918 года — профессор Украинского государственного университета в Каменце-Подольском.
В ноябре 1920 года Беднов с сыном покинули Украину вместе с частями украинской армии. На территории Польши украинская армия была интернирована. В лагеря попали и оба Беднова. Содержался в лагерях беженцев в Тарнуве, Кременце, Макуве-Мазовецки. С 1922 года жил в Праге, был профессором Украинского свободного университета и Украинской хозяйственной академии, председатель Лиги украинской культуры и член Украинского историко-филологического общества. С 1928 года в Варшаве, профессор литургики и общей истории Церкви в Варшавском университете, руководил семинаром на православном богословском отделении университета, сотрудник Комиссии по переводу Библии на украинский язык и Украинского научного института в Варшаве, почетный член Украинского научного института в Берлине. Умер 1 апреля 1935 года в Варшаве. Похоронен на Вольском кладбище Варшавы.

## Общественная и научная деятельность
Главная научная работа Беднова — магистерская диссертация. Диссертация посвящена анализу положения православной Церкви в Великом княжестве Литовском и Речи Посполитой в XIV—XVIII веках. В основе работы исследование официального Собрания законов Великого княжества Литовского и Речи Посполитой — Volumina Legum. Сделан вывод, что правовое положение православной Церкви в Польше и Литве на протяжении 4 веков неуклонно ухудшалось. Беднов утверждал, что неблагоприятное положение православной Церкви в Речи Посполитой стало следствием сознательной политики польских властей.
Беднов изучал архивы в Астрахани, Екатеринославе, Самаре, на Волыни; занимался историей запорожского казачества, опубликовал ряд обзоров важнейших исследований по истории православной Церкви. Им исследована история перевода богослужебных книг на украинский язык. В 1919—1920 годах Беднов возглавлял в Каменце-Подольском Комиссию по переводу Священного Писания на украинский язык.
Состоял членом Научного общества им. Т. Г. Шевченко. Избирался членом Центральной Рады. Примыкал к националистическому украиноведческому просветительскому движению. В 1919—1920 годах — член совета Министерства исповеданий Украины, председатель «Кирилло-Мефодиевского братства на Подолии», Украинского педагогического общества в Екатеринославе, Каменец-Подольского учительского союза. Входил в состав Украинского Церковного Синода. Выступал против сближения с католичеством и протестантизмом.